# Loßburg

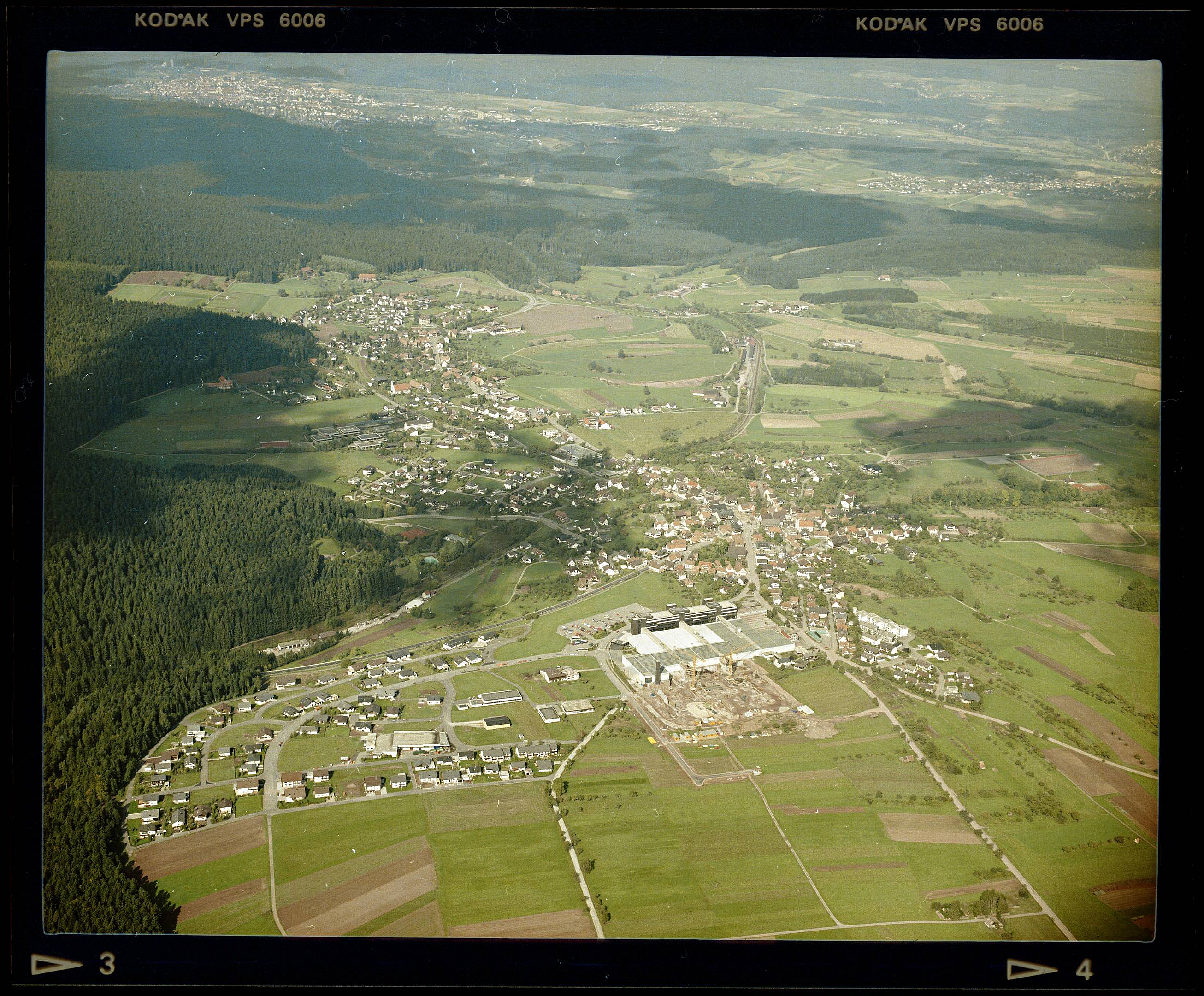
Loßburg (um 1983)

Loßburg ist ein Luftkurort und eine Gemeinde im Landkreis Freudenstadt in Baden-Württemberg. Sie gehört zur Region Nordschwarzwald.

## Geografie

### Kinzig
Auf der Gemarkung von Loßburg entspringt die Kinzig, die nach 93 km bei Kehl in den Rhein mündet.

### Gemeindegliederung
Die Gesamtgemeinde Loßburg besteht aus den acht Ortsteilen Loßburg, Betzweiler, Lombach, Schömberg, Sterneck, 24-Höfe, Wälde
und Wittendorf mit insgesamt 64 Dörfern, Weilern, Zinken, Höfen und Häusern.
Die offizielle Benennung der Ortsteile mit Ausnahme des Ortsteils Loßburg erfolgt in der Form „Loßburg-…“. In den Ortsteilen mit Ausnahme des Ortsteils Loßburg werden zudem sechs Ortschaften im Sinne der baden-württembergischen Gemeindeordnung mit jeweils eigenem Ortschaftsrat und Ortsvorsteher als dessen Vorsitzender eingerichtet, wobei die Ortsteile Betzweiler und Wälde zu einer Ortschaft zusammengefasst werden. In einigen Ortschaften wird die Unechte Teilortswahl entsprechend angewandt, das heißt, das Wahlgebiet zur Wahl des Ortschaftsrats ist in mehrere Wohnbezirke gegliedert.
Im Gebiet des Ortsteils Lombach liegt die Wüstung Stehelinshof zu Vischach.

### Schutzgebiete
Nördlich von Betzweiler liegt das Naturschutzgebiet Heimbachaue. Daneben befinden sich auf der Gemeindefläche die Landschaftsschutzgebiete Fischbachtal, Ödenwald und Plenter- und Femelwälder sowie Teile der Landschaftsschutzgebiete Mittleres Heimbachtal und Ehlenbogener Tal.
Daneben hat Loßburg Anteil an den FFH-Gebieten Freudenstädter Heckengäu und Kleinkinzig- und Rötenbachtal. Loßburg liegt zudem im Naturpark Schwarzwald Mitte/Nord.

## Geschichte
Das Loßburger Gebiet unterstand ursprünglich offensichtlich den Grafen von Sulz. Durch die Heirat einer Tochter des Grafen Berthold von Sulz mit Walther von Tiersberg († 1235, Linie Tiersberg / Geroldseck) muss der Besitz an die Geroldsecker übergegangen sein. Der Sohn Walther (2), jetzt von Geroldseck genannt, heiratete 1252 Heilika von Finstingen. Um diese Zeit bauten die Geroldsecker, die späteren Hohengeroldsecker mit ihrer Burg zwischen Schuttertal und Kinzigtal, die „Loseburch“ mit dem als Stadt geplanten Ort. Eine Stadtrechtsverleihung liegt allerdings nicht vor. Nach einer dendrochronologischen Untersuchung eines Eichenbalkens der Burg Loßburg lag die Bauzeit zwischen 1252 und 1273.
Vom Kinzigursprung zogen die Geroldsecker einen Wassergraben (ahd. losi) zu ihrer neuen Burg und bauten die Höhenburg entsprechend ihrer Stammburg Lahr zur Wasserburg aus. Adolf Bach leitet Ortsnamen mit Loose oder Losen von „losi“ (= Wasserabzugsgraben) ab. Dr. Schöck, Leiter der Landesstelle für Volkskunde in Stuttgart, sieht eine solche Ableitung auch für Loßburg zutreffend. Der Ort ist erstmals 1282 als „Loseburch“ urkundlich erwähnt worden und erhielt 1301 das Marktrecht.

### Wasserversorgung
Der von der Kinzig abgeleitete Wassergraben, heute Mühlbach genannt, lieferte einst für den Ort eine nur geringe Wassermenge. Daher wurden in den Verkündungen zu Loßburg aus dem Jahre 1539 strenge Regelungen für den Wasserverbrauch der Kinzig erlassen. Die Bestimmungen gehen auf Verfügungen der Geroldsecker aus dem 15. Jahrhundert zurück. Es wurde ein besonderer Wasserschöpfplatz angelegt, um alle gleich, d. h. gerecht zu behandeln. Eine Teuchelleitung gab es damals noch nicht. Das Wasser soll bis Samstagmittag zur Mühle gehen und von keinem „armen Mann“ genommen werden, um die Wiesen zu bewässern. Die Herrschaft besaß dafür das Vorrecht für vier Wochen. Der Wassergraben soll einen halben Schuh tief gehalten werden. Im Ort dürfen im Graben keine Windeln gewaschen werden. Waschwasser soll in einen Kübel geschöpft werden. Danach soll das übriggebliebene Wasser nicht weggeschüttet, sondern in den Nebenbach geleitet werden. Davon können dann die Sprachhäuser (Abtritte, Aborte) und die Schweineställe gereinigt werden.

### Amtszugehörigkeit
Die Geroldsecker verpfändeten ihre Herrschaft 1468 an das Haus Württemberg, das somit Landesherr wurde. Grundeigentümer war ab 1501 das Kloster Alpirsbach. In den Bauernkriegen spielte der Loßburger Bauernführer Thomas Maier eine große Rolle, er wurde nach der Böblinger Schlacht 1525 enthauptet.
Die in Württemberg durchgeführte Reformation führte zur Säkularisation des Klosters Alpirsbach. Loßburg kam so zum neugeschaffenen Klosteramt Alpirsbach. Im Zuge der Verwaltungsneugliederung des Königreichs Württemberg kam der Ort Anfang des 19. Jahrhunderts zum Oberamt Freudenstadt. Bei der Kreisreform während der NS-Zeit in Württemberg gelangte Loßburg 1938 zum Landkreis Freudenstadt. Nach dem Zweiten Weltkrieg fiel die die Gemeinde in die Französische Besatzungszone und kam somit zum neu gegründeten Land Württemberg-Hohenzollern, welches 1952 als Regierungsbezirk Südwürttemberg-Hohenzollern im Land Baden-Württemberg aufging. Seit der 1973 erfolgten Kreisreform in Baden-Württemberg befindet sich Loßburg im Regierungsbezirk Karlsruhe.

### Religionen
Seit der Reformation ist Loßburg evangelisch geprägt, dennoch gibt es auch in Loßburg eine römisch-katholische Kirche, benannt nach dem Heiligen St. Martin. Neben den Gemeinden gibt es auch eine Ortsgruppe der Liebenzeller Gemeinschaft. Außerdem findet man ein neuapostolisches Gotteshaus.

### Eingemeindungen
- 1938: Eingemeindung von Rodt
- 1. Januar 1971: Vereinigung von Betzweiler und Wälde zur neuen Gemeinde Betzweiler-Wälde[8]
- 1. September 1971: Eingemeindung von Sterneck[8]
- 1. Juli 1974: Eingemeindung von Lombach, Schömberg, Vierundzwanzig Höfe und Wittendorf[9]
- 1. Oktober 1976: Umgemeindung von Hardthöfle (zuvor Alpirsbach) nach Loßburg[10]
- 1. Januar 2007: Eingemeindung von Betzweiler-Wälde

Mit Bürgerentscheid vom 26. März 2006 entschied sich die Bürgerschaft der Gemeinde Betzweiler-Wälde, die am 1. Januar 1971 aus den Orten Betzweiler und Wälde entstanden war, mehrheitlich für eine Eingemeindung nach Loßburg. Die Eingliederung Betzweiler-Wäldes erfolgte dann zum 1. Januar 2007.

## Politik

### Gemeinderat
Der Gemeinderat in Loßburg hat 18 Mitglieder. Er besteht aus den gewählten ehrenamtlichen Gemeinderäten und dem Bürgermeister als Vorsitzendem. Der Bürgermeister ist im Gemeinderat stimmberechtigt.
Die Kommunalwahl am 9. Juni 2024 führte zu folgendem vorläufigen Endergebnis.
| Parteien und Wählergemeinschaften | Parteien und Wählergemeinschaften           | % 2024  | Sitze 2024 | % 2019  | Sitze 2019 | Kommunalwahl 2024 %6050403020100 50,73 %31,09 %18,18 %n. k. % FWCDUGLSPDGewinne und Verlusteim Vergleich zu 2019 %p 18 16 14 12 10 8 6 4 2 0 −2 −4 −6 −8−10−12−14−16−15,47 %p+16,49 %p+3,88 %p−4,9 %pFWCDUGLSPD |
| FW                                | Freie Wählervereinigung Loßburg             | 50,73   | 9          | 66,2    | 12         | Kommunalwahl 2024 %6050403020100 50,73 %31,09 %18,18 %n. k. % FWCDUGLSPDGewinne und Verlusteim Vergleich zu 2019 %p 18 16 14 12 10 8 6 4 2 0 −2 −4 −6 −8−10−12−14−16−15,47 %p+16,49 %p+3,88 %p−4,9 %pFWCDUGLSPD |
| CDU                               | Christlich Demokratische Union Deutschlands | 31,09   | 6          | 14,6    | 3          | Kommunalwahl 2024 %6050403020100 50,73 %31,09 %18,18 %n. k. % FWCDUGLSPDGewinne und Verlusteim Vergleich zu 2019 %p 18 16 14 12 10 8 6 4 2 0 −2 −4 −6 −8−10−12−14−16−15,47 %p+16,49 %p+3,88 %p−4,9 %pFWCDUGLSPD |
| GL                                | Grüne Liste                                 | 18,18   | 3          | 14,3    | 2          | Kommunalwahl 2024 %6050403020100 50,73 %31,09 %18,18 %n. k. % FWCDUGLSPDGewinne und Verlusteim Vergleich zu 2019 %p 18 16 14 12 10 8 6 4 2 0 −2 −4 −6 −8−10−12−14−16−15,47 %p+16,49 %p+3,88 %p−4,9 %pFWCDUGLSPD |
| SPD                               | Sozialdemokratische Partei Deutschlands     | –       | –          | 4,9     | 1          | Kommunalwahl 2024 %6050403020100 50,73 %31,09 %18,18 %n. k. % FWCDUGLSPDGewinne und Verlusteim Vergleich zu 2019 %p 18 16 14 12 10 8 6 4 2 0 −2 −4 −6 −8−10−12−14−16−15,47 %p+16,49 %p+3,88 %p−4,9 %pFWCDUGLSPD |
| gesamt                            | gesamt                                      | 100,0   | 18         | 100,0   | 18         | Kommunalwahl 2024 %6050403020100 50,73 %31,09 %18,18 %n. k. % FWCDUGLSPDGewinne und Verlusteim Vergleich zu 2019 %p 18 16 14 12 10 8 6 4 2 0 −2 −4 −6 −8−10−12−14−16−15,47 %p+16,49 %p+3,88 %p−4,9 %pFWCDUGLSPD |
| Wahlbeteiligung                   | Wahlbeteiligung                             | 67,04 % | 67,04 %    | 66,26 % | 66,26 %    | Kommunalwahl 2024 %6050403020100 50,73 %31,09 %18,18 %n. k. % FWCDUGLSPDGewinne und Verlusteim Vergleich zu 2019 %p 18 16 14 12 10 8 6 4 2 0 −2 −4 −6 −8−10−12−14−16−15,47 %p+16,49 %p+3,88 %p−4,9 %pFWCDUGLSPD |

### Bürgermeister
Christoph Enderle wurde im Januar 2013 im ersten Wahlgang zum Nachfolger von Thilo Schreiber gewählt.

### Wappen
| Wappen der Gemeinde Loßburg | Blasonierung: „In Blau auf grünem Hügel ein silberner (weißer) Zinnenturm, darüber der silberne (weiße) lateinische Großbuchstabe L.“ |
| Wappen der Gemeinde Loßburg | Wappenbegründung: Der Name des Ortes leitet sich von der ehemaligen mittelalterlichen Wasserburg her. Der „Schlossbuckel“ mitten im Ort hält die Erinnerung an dieses Bauwerk wach, ebenso das Wappen mit dem Zinnenturm auf dem Hügel. Obwohl 1301 Veste und Stadt genannt, blieb Loßburg Marktflecken. Mit der gleichnamigen Herrschaft wurde es 1501 von den Herren von Geroldseck an das Kloster Alpirsbach verkauft. Zu dieser Herrschaft gehörten unter anderem Lombach, Schömberg und Wittendorf, die zusammen mit 24-Höfe 1974 nach Loßburg eingemeindet wurden. Das Wappen wurde im Jahre 1920 von der Gemeinde angenommen. |

Wappen der ehemals eigenständigen Gemeinden und heutigen Ortsteile

Betzweiler
Betzweiler-Wälde
Schömberg
Sterneck
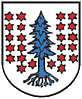
24-Höfe
Wälde
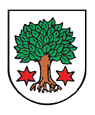
Wittendorf

### Gemeindepartnerschaften
Loßburg unterhält Partnerschaften zu Anse in Frankreich, Harta in Ungarn und Hammerbrücke in Sachsen.
Ein Fahrzeug der Ortenau-S-Bahn trägt den Namen Loßburg.

## Wirtschaft und Infrastruktur
Von wirtschaftlicher Bedeutung ist unter anderem der Tourismus. Loßburg, Rodt und Ödenwald sind als Luftkurorte anerkannt.

### Verkehr
Loßburg liegt an der Bundesstraße 294 (Bretten – Freiburg) und an der Bahnstrecke Eutingen im Gäu–Schiltach. Direktverbindungen gibt es Richtung Freudenstadt und Offenburg. Die Kreisstadt Freudenstadt ist sieben Kilometer entfernt.
Durch Alltagsrouten aus dem Radnetz Baden-Württemberg ist Loßburg 
- mit Freudenstadt und
- über Alpirsbach und Schiltach
  - mit Wolfach und
  - mit Schramberg verbunden.

Durch Loßburg verlaufen die folgenden Landes-Radfernwege: 
- Der Schwarzwald-Panorama-Radweg führt von Pforzheim und Freudenstadt kommend nach Loßburg und weiter östlich des Kinzigtals Richtung Schramberg (Stadtteil Sulgen) und schließlich weiter nach Waldshut-Tiengen
- Der Naturpark-Radweg Schwarzwald Mitte/Nord führt rund um selbigen Naturpark und führt dabei von Freudenstadt kommend nach Loßburg und weiter ins Kinzigtal nach Alpirsbach.

Loßburg ist Mitglied in der Arbeitsgemeinschaft Fahrrad- und Fußgängerfreundlicher Kommunen in Baden-Württemberg e. V.

### Bildung
Im Bildungszentrum Loßburg gibt es eine Gemeinschaftsschule mit Grundschule. Außerdem gibt es noch eine gemeinsame Grundschule für die Ortsteile Wittendorf und Lombach sowie die Grundschule Betzweiler-Wälde.

### Ansässige Unternehmen
Arburg ist ein Hersteller von Maschinen für die Kunststoffverarbeitung mit Niederlassungen an 33 Standorten in 25 Ländern. Produziert wird im Stammwerk in Loßburg. Von den insgesamt rund 3000 Mitarbeitern sind rund 2500 in Deutschland beschäftigt.

## Kultur und Sehenswürdigkeiten

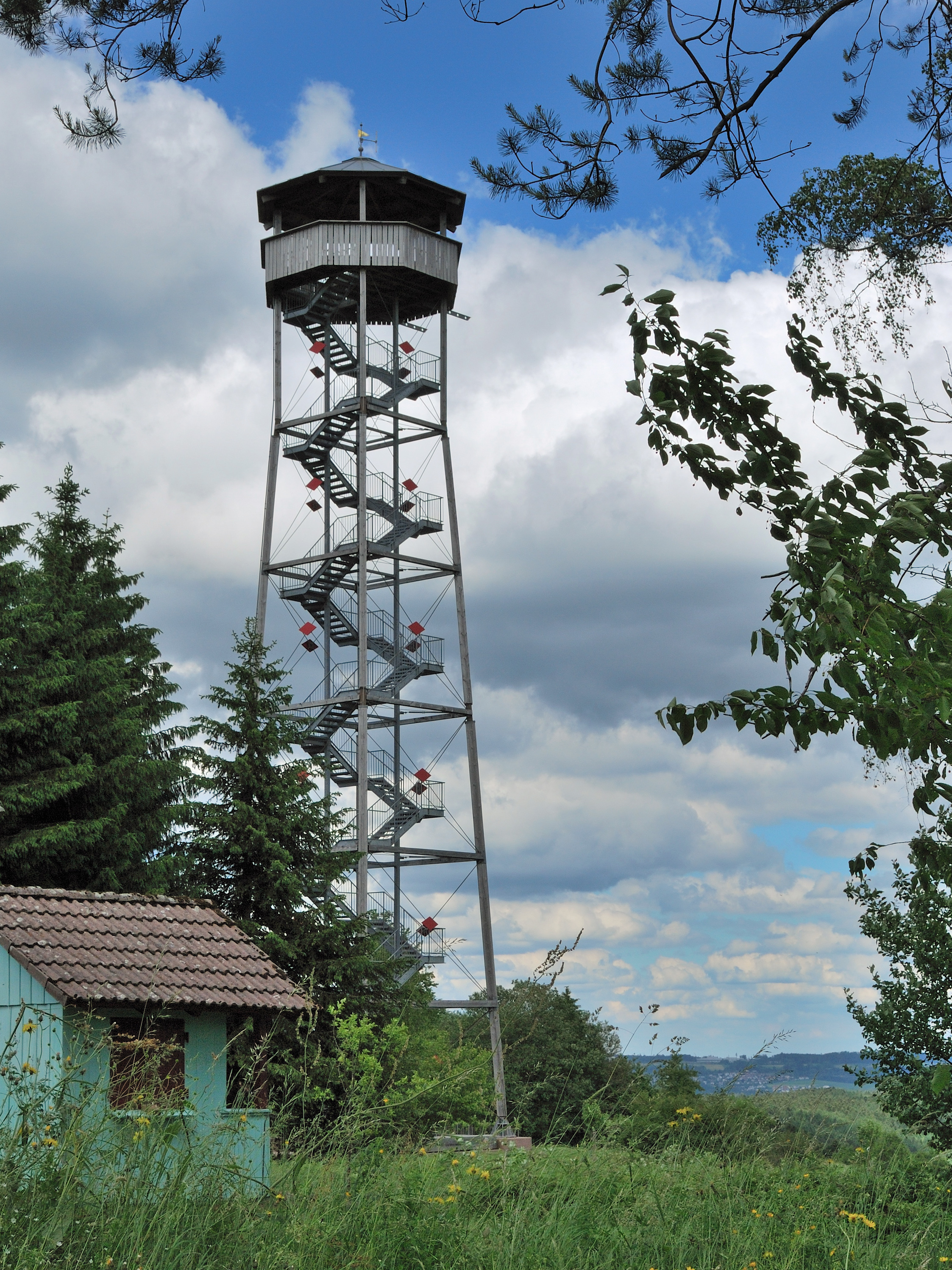
Vogteiturm

Loßburg liegt am Kinzigtäler Jakobusweg, der von Rottenburg am Neckar über Schutterwald nach Straßburg an vielen Sehenswürdigkeiten vorbeiführt. Besondere Anziehungspunkte für Touristen in Loßburg sind:
- Die Burgruine Sterneck
- Die „Historische Heimbachmühle“, eine Mühle aus dem 13. Jahrhundert (heute Hotelgasthof) in Betzweiler
- Die „Alte Kirche“ (heute Café und Gasthaus) in Unterbrändi (Sterneck)
- Der „Vogteiturm“, ein 35 Meter hoher Aussichtsturm unweit nordwestlich des Ortes[17]
- Das „Zauberland“, ein Naturerlebnispfad am Kinzigsee[18]

### Museen
Loßburg verfügt über ein Schwarzwald- und Heimatmuseum.

## Persönlichkeiten

### Söhne und Töchter der Stadt
- 1738, 5. Januar, Johann Ferdinand Seiz (im Ortsteil Lombach), † 23. September 1793 in Sindelfingen, evangelischer Theologe und Dichter des Pietismus
- 1801, 26. Juli, Eberhard Friedrich Zais (im Ortsteil Lombach), † 26. Mai 1888 in Cannstatt, württembergischer Oberamtmann
- 1901, 3. April, Rudi Paret (im Ortsteil Wittendorf), † 31. Januar 1983 in Tübingen, Islamwissenschaftler und Koranübersetzer
- 1902, 18. Januar, Ernst Huber (im Ortsteil Sterneck), † 23. Dezember 1982, Politiker (NSDAP), Landtags- und Reichstagsabgeordneter
- 1903, 20. November, Hugo Barth (im Ortsteil Rodt), † 5. Mai 1976 in Nürtingen, Zehnkämpfer und Hürdenläufer
- 1990, 22. Januar, Benedikt Karus, Leichtathlet, deutscher Meister im Hindernis- und Crosslauf.

## Freizeit und Tourismus

### Motorradgottesdienst
Jeden Juli findet auf dem EC-Lebenshof in Sterneck ein Gottesdienst für Motorradfahrer mit schätzungsweise 200 Besuchern statt.

### Naturschutzgebiet Heimbachaue
Zwischen den Ortsteilen Betzweiler und Wälde liegt das Naturschutzgebiet Heimbachaue. Zahlreiche vom Aussterben bedrohte Pflanzen und Tiere haben hier einen Schutz und Lebensraum gefunden.